# Clemelis pullula
Clemelis pullula là một loài ruồi trong họ Tachinidae.